# Кіригамі
Кірига́мі (яп. 切 り 紙) — різновид оригамі, що включає вирізання, а не лише складання паперу, як це відбувається з оригамі, але, як правило, не використовує клей.

## Огляд
У Сполучених Штатах Америки термін «кіригамі» був введений Флоренцією Темко з японського «вирізаного», паперу «камі», в назві своєї книги «Кіригамі, творче мистецтво вирізання паперу» 1962 року. Книга мала такий успіх, що слово кіригамі було прийнято як західну назву мистецтва різання паперу.
Як правило, кіригамі починається зі складеної основи, яка потім розгортається; Потім розрізи відкриваються і сплющуються, щоб зробити готові кіригамі. Прості кіригамі, як правило, симетричні, наприклад, сніжинки, пентаграми або квіти орхідей. Різниця між кіригамі та мистецтвом «повної основи», або 180-градусними структурами, що відкриваються, полягає в тому, що кіригамі виготовляється з єдиного аркуша паперу, який потім вирізали.
Визначні художники кіригамі:
- Сейдзі Фудзісіро (藤 城 清 治) (народився 1924), відомий художник кіригамі, відомий своїми барвистими вирізами з паперу, які також видані книгою.
- Джованні Руссо (нар. 1969), італійський дизайнер Kirigami, відомий своїми детальними листівками, які також продаються у головних книгарнях по всьому світу.
- Нахоко Кодзіма (小島 奈 保 子) (нар. 1981), професійний сучасний японський художник з паперу. Піонерські скульптурні вирізи з паперу, що висять у 3d.

- Крістіан Маріанчук (1980), також відомий як Ікар «Повітря». Художник румунського паперу, відомий своїми вишукано прикрашеними журавликами оригамі.

## Інтернет-ресурси
- Вебсайти про кіригамі російською та англійською
- Стадіон Дурбана у вигляді кіригамі
- Італійські монументи
- Італійська галерея
- Більше про архітектуру оригамі та кіригамі, з прикладами